# Raoul Brun
Pour les articles homonymes, voir Brun.
Raoul Brun, né 5 janvier 1848 à Bordeaux où il est mort le 16 février 1898, est un peintre francais.

## Biographie
Raoul François Ferdinand Brun est le fils d'Arnaud Brun, ferblantier, et de Marie Cécile Gasquet.
Il épouse à Fabrezan Agnès Cécile Isaure Fabre (1856-1910).
Élève de Lordonn, d'Amédée Baudit et de Louis-Augustin Auguin, il expose au Salon à partir de 1882. Il est peintre de marine et de paysage.
Il meurt à l'âge de 50 ans. Il est inhumé au cimetière de la Chartreuse de Bordeaux.

## Œuvres exposées

### Salon des artistes français
- 1882 : La tempête[4]
- 1882 : Côte de Bretagne[4]
- 1883 : L'Épave[5]
- 1883 : Clair de lune sur le bassin d'Arcachon
- 1884 : Scène d'inondation au clair de lune
- 1886 : Rade de Bordeaux ; lever de lune
- 1886 : La vague
- 1889 : Bords du bassin d'Arcachon, près la Teste
- 1890 : Les ramasseurs de varechs ; clair de lune
- 1892 : Barques de pêche au mouillage ; effet de lune
- 1894 : Effet de lune près La Teste ; bassin d'Arcachon
- 1895 : Brouillard en rade de Bordeaux

### Salon de l'Union artistique de Toulouse
- 1885 : Grande marée à Piraillan (Bassin d'Arcachon)
- 1886 : Scène d'Inondation (clair de lune)
- 1886 : Sloop à la côte
- 1888 : Lever de lune sur le bassin d'Arcachon
- 1889 : Les ramasseurs de varech (clair de lune)
- 1889 : Brouillard en rade de Bordeaux
- 1890 : L'Épave
- 1890 : Lever de lune à Lormont, près Bordeaux
- 1891 : Banyuls-sur-Mer (Pyrénées-Orientales)[7]
- 1891 : Coucher de soleil sur le bassin d'Arcachon[7]
- 1892 : Tempête sur le bassin d'Arcachon
- 1892 : L'arrivée des pêcheurs
- 1893 : Steamer à la côte
- 1893 : Barques de pêche à la jetée de Royan
- 1894 : La vague
- 1894 : Marée basse sur le bassin d'Arcachon
- 1895 : La Rochelle ; vue prise à l'entrée du port
- 1895 : Navire en perdition
- 1896 : En rivière, près Bordeaux
- 1896 : Effet de lune à La Franqui (Pyrénées-Orientales)

### Exposition de Castres
- 1879 : Les bords de l'Orbieu, près La Grasse (Aude)
- 1879 : L'arrivée en grande rade

### Exposition de Carcassonne
- 1884 : Clair de lune sur le bassin d'Arcachon

### Exposition internationale de Toulouse
- 1887 : Rade de Bordeaux (lever de lune)
- 1887 : Sur la côte de Bretagne

## Œuvres dans les collections publiques
- Agen, Musée des Beaux-Arts : Rade de Bordeaux ; lever de lune[8]
- Carcassonne, Musée des Beaux-Arts : Clair de lune sur le bassin d'Arcachon[8],[9]

## Galerie

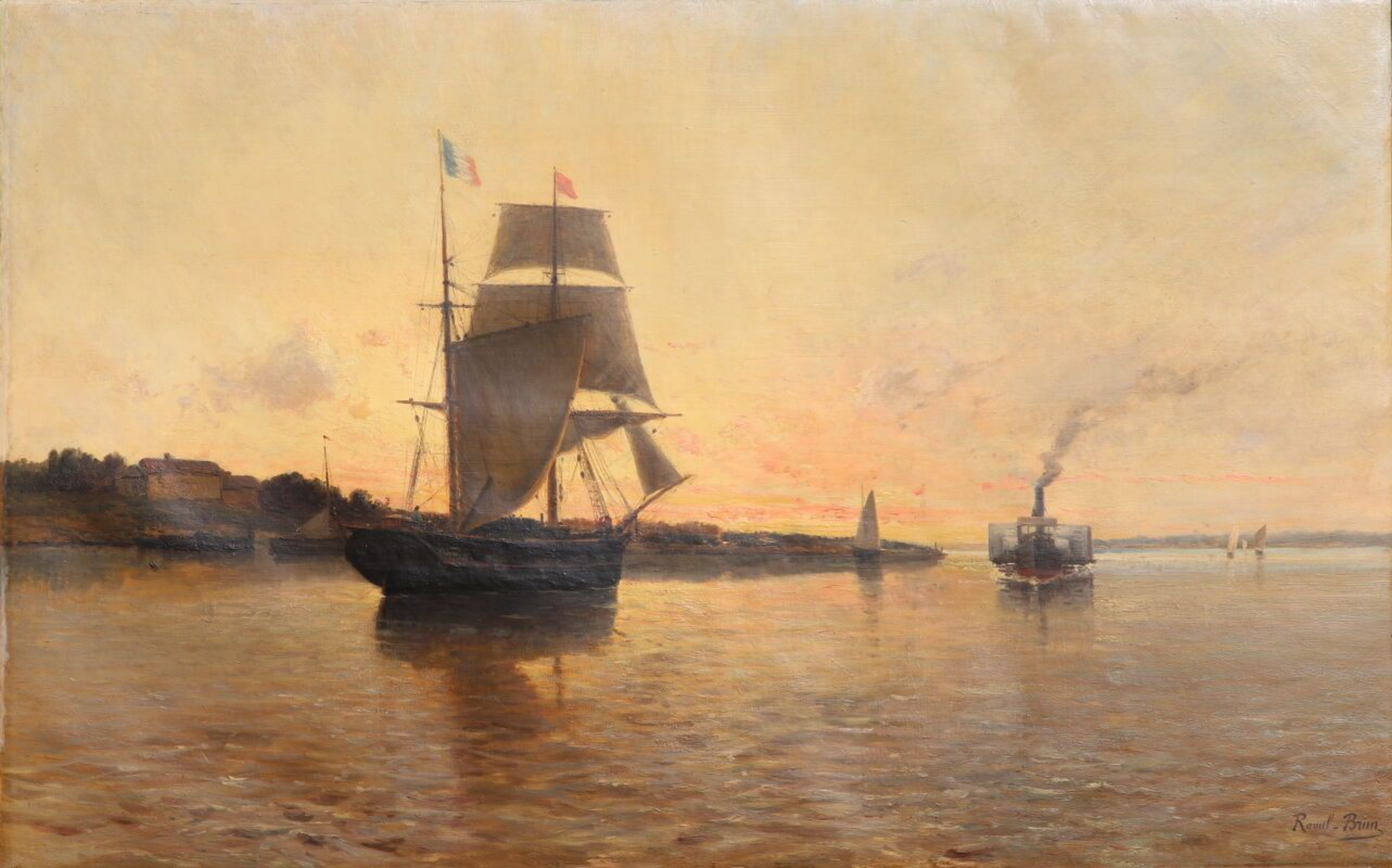
Matinée sur la Garonne, huile sur toile.
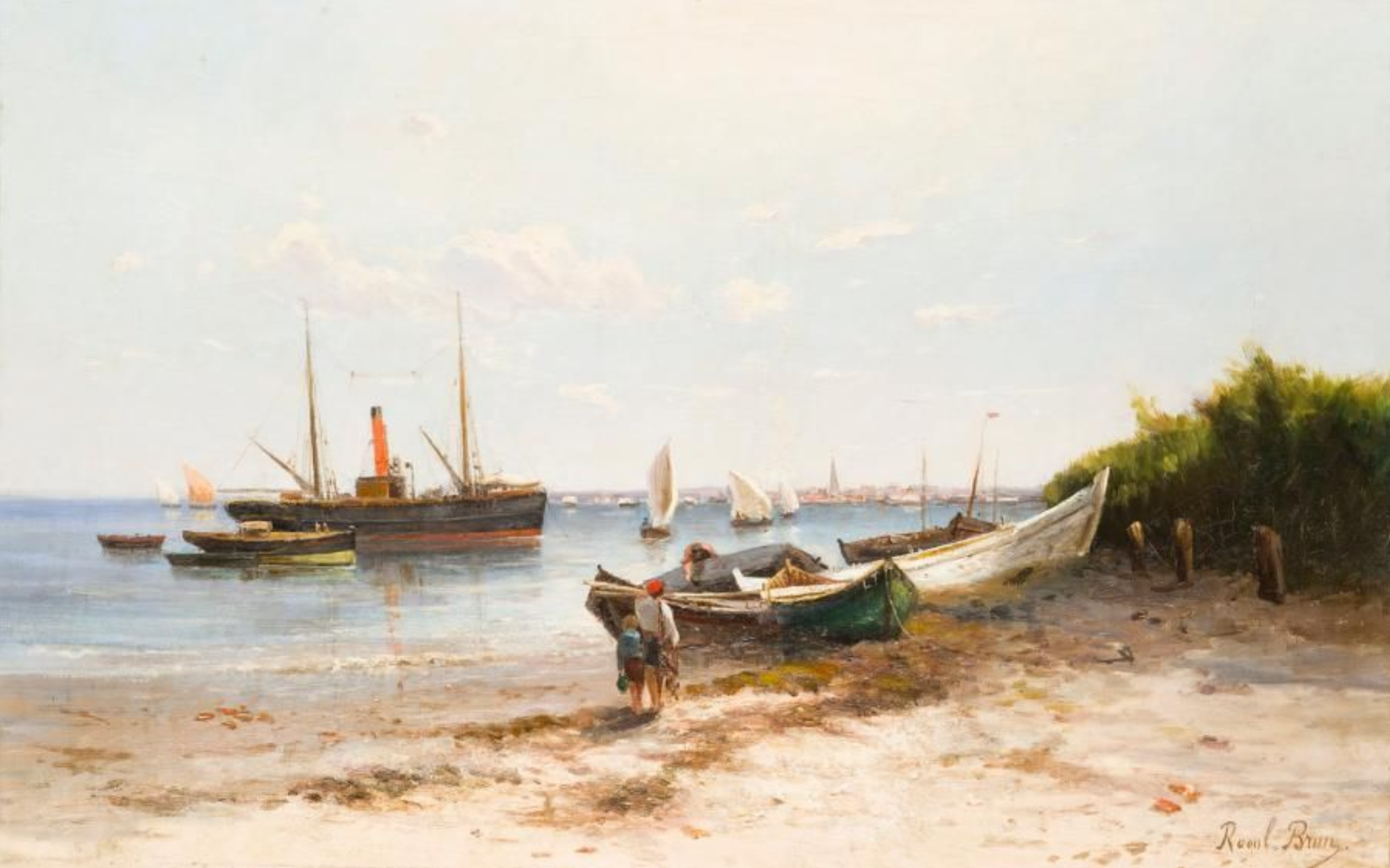
Pêcheries de l'Océan, Bassin d'Arcachon, huile sur toile, c. 1888.
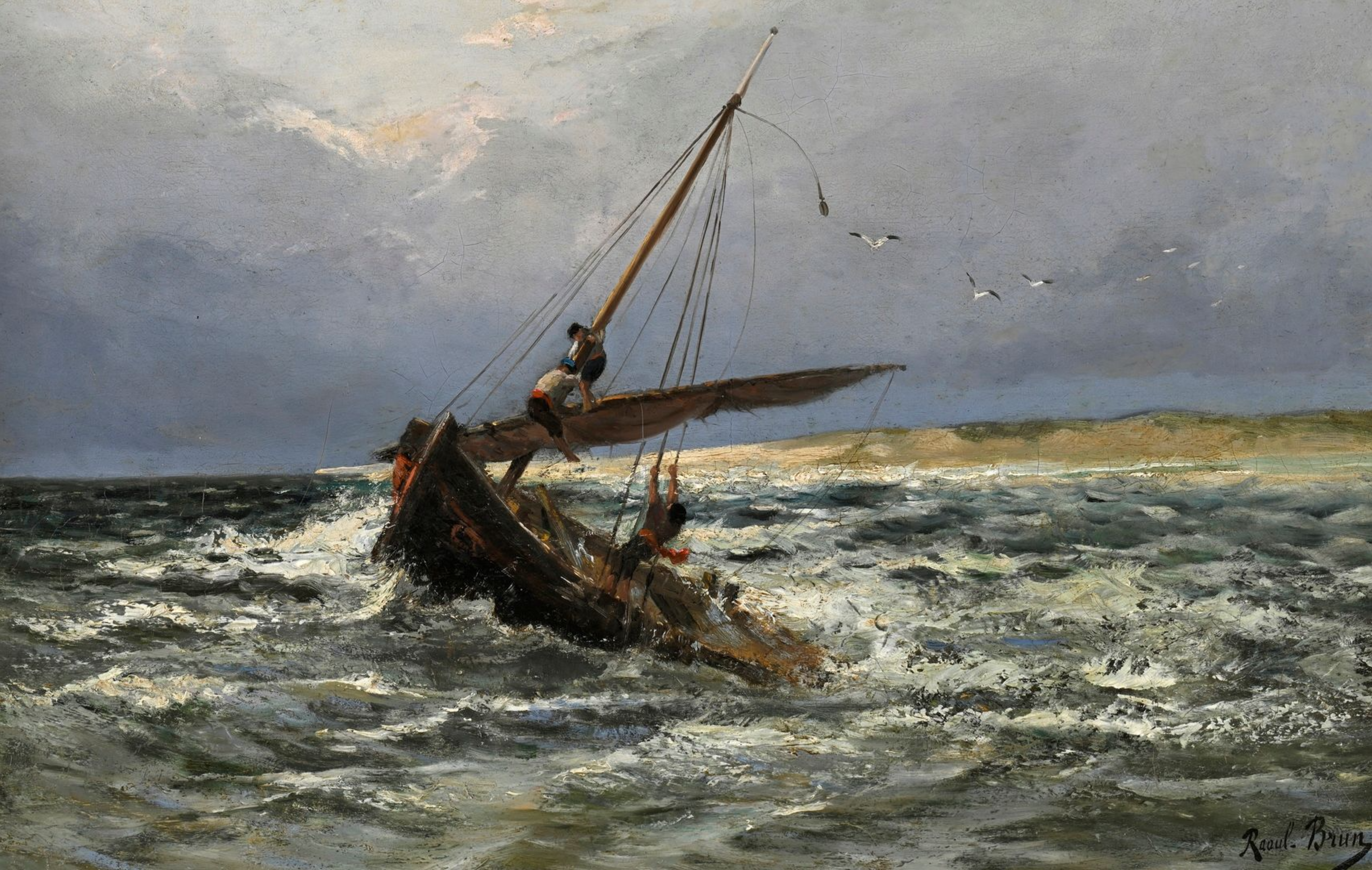
Tempête sur le bassin d’Arcachon, huile sur toile, c. 1892.
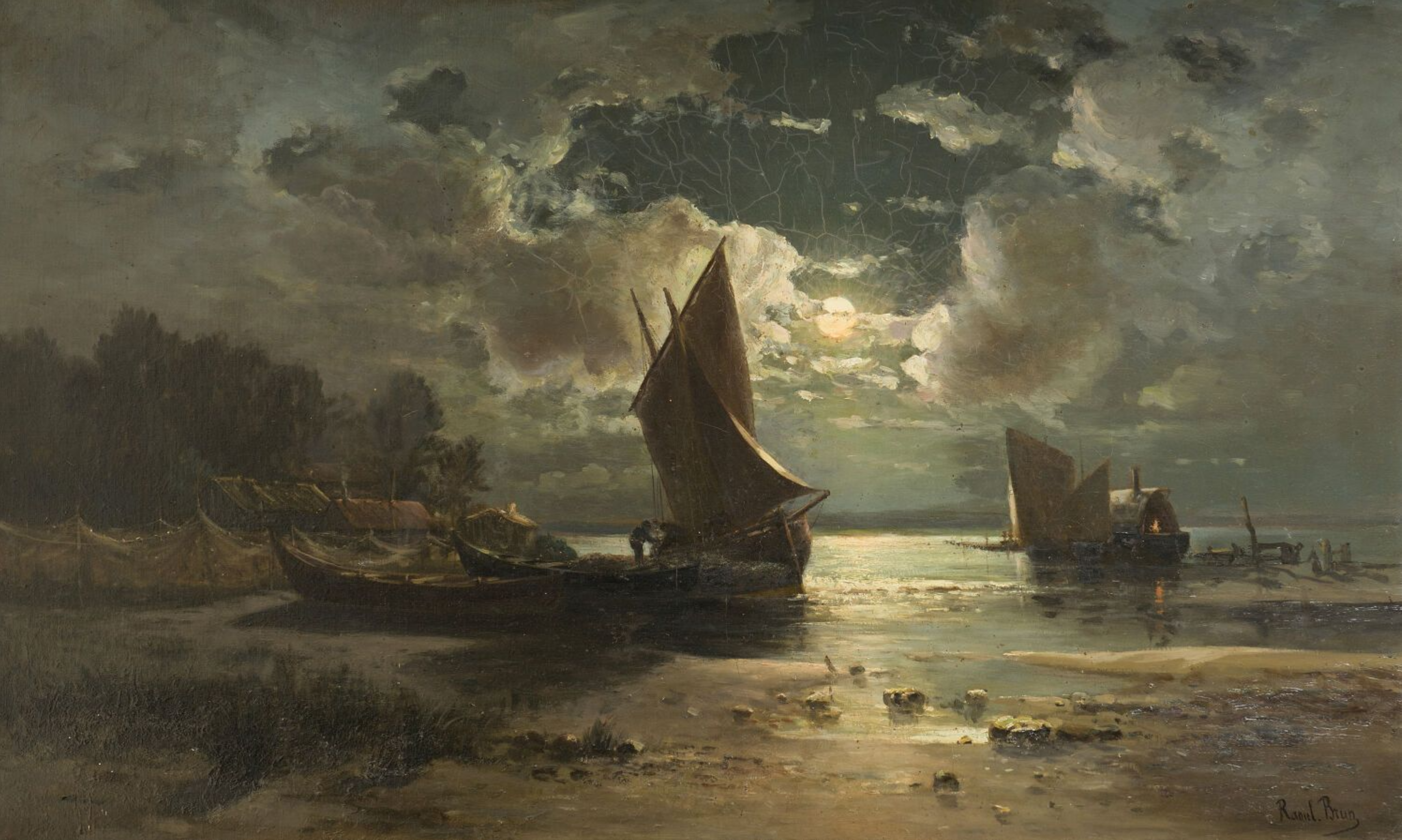
Effet de lune près La Teste, Bassin d'Arcachon, huile sur toile, c. 1894.